# Ordre du Quetzal
L’ordre du Quetzal (en espagnol : Orden du Quetzal) est un ordre honorifique du Guatemala.

## Histoire
Créé en 1936, il est attribué par le gouvernement du Guatemala. 
Le prix reconnaît les responsables de nations, organisations et autres entités dont les œuvres artistiques, civiques, humanitaires ou scientifiques méritent une reconnaissance particulière.

## Grades
L’ordre compte cinq grades. Par ordre croissant d'importance :
| Rubans    | Rubans   | Rubans     | Rubans         | Rubans      | Rubans |
| --------- | -------- | ---------- | -------------- | ----------- | ------ |
| Chevalier | Officier | Commandeur | Grand officier | Grand-croix |        |